# Gerichtsbezirk Suczawa
Der Gerichtsbezirk Suczawa (rumänisch: Suceava; ruthenisch: Suczawa) war ein dem Bezirksgericht Suczawa unterstehender Gerichtsbezirk im Herzogtum Bukowina. Der Gerichtsbezirk umfasste Gebiete im äußersten Südosten der Bukowina. Nach dem Ersten Weltkrieg musste Österreich den gesamten Gerichtsbezirk an Rumänien abtreten, nach dem Zweiten Weltkrieg verblieb das Gebiet bei Rumänien. Er ist heute Teil des Kreises Suceava.

## Geschichte
Im Zuge der Neuordnung des Gerichtswesen im Kaisertum Österreich waren im Juni 1849 die allgemeinen Grundzüge der Gerichtsverfassung in den Kronländern durch Kaiser Franz Joseph I. genehmigt worden. Hierauf ließ Justizminister Anton von Schmerling Pläne zur Organisierung des Gerichtswesens in der Bukowina ausarbeiten, die der Kaiser am 6. November 1850 per Verordnung ebenfalls genehmigte. Mit der Reorganisation ging die Abschaffung der landesfürstlichen Gerichte ebenso wie der Patrimonial-Gerichte einher, wobei Schmerling ursprünglich die Errichtung von 17 Bezirksgerichten plante und die Bukowina dem Oberlandesgericht Stanislau unterstellt werden sollte. Schließlich schufen die Behörden nur 15 Bezirksgerichte, die man dem Landesgericht Czernowitz bzw. dem Oberlandesgericht Lemberg zuordnete. Die Errichtung der gemischten Bezirksämter, die neben der Verwaltung auch die Justiz zu besorgen hatten, wurde schließlich per 29. September 1855 amtswirksam, wobei der Gerichtsbezirk Suczawa aus den Gemeinden Suczawamit Zamka Kuł, Alt-Itzkany und Szetelic, Bossance mit Nemericzeny, Podeny, Hryatzka und Lisiaura Bunesti, Bunince, Chiliszeny, Danilla, Gaureny, Hatna mit Dormanesti, Jakobesti mit Góra solecze, Słobodzia, St. Illie, Ipotesti, Neu-Itzkany, Kalinesti lui Jenaki mit Wasiliki, Kalinesti lui Kupareńko, Kostyna mit Berendesti, Liteny, Meredzey, Mihoweny, Miłoka dragomirna mit Lipoweny, Parhoutz, Petroutz bei Suczawa, Reusseny, Romanesti, Russ manastior, Russ plaratar mit Russ pojenilli, Sekuriczeny, Skeja, Solonetz, Strojesti bei Suczawa, Teszentz, Todoresti mit Pietrosa, Uydesti und Zahresti gebildet wurde. Für Verbrechen und Vergehen war das Bezirksgericht in Suczawa zudem für die Gerichtsbezirke Dorna, Kimpolung und Gurahumora zuständig.
Im Zuge der Trennung der politischen von der judikativen Verwaltung bildete der Gerichtsbezirk Sereth ab 1868 gemeinsam mit dem Gerichtsbezirk Gurahumora den Bezirk Suczawa. Per 28. März 1870 kam es im Zuge einer Reform der Gerichtsbezirke zu weitreichenden Gebietsänderungen zwischen den Gerichtsbezirken der Bukowina, wobei der Gerichtsbezirk Suczawa zusätzlich die Gemeinden Komanestie und Ludihumora sowie das zugehörige Gutsgebiet Komanestie vom Gerichtsbezirk Solka zugesprochen bekam. Per 1. Oktober 1893 wurden der Gerichtsbezirk Gurahumora ausgeschieden und gemeinsam mit dem Gerichtsbezirk Solka aus dem Bezirk Radautz zum Bezirk Gurahumora vereint. Der Gerichtsbezirk Suczawa bildete in der Folge alleinig den Bezirk Suczawa.
Der Gerichtsbezirk Suczawa wies 1854 eine Bevölkerung von 32.893 Einwohnern auf einer Fläche von 8,4 Quadratmeilen auf. 1869 beherbergte der Gerichtsbezirk eine Bevölkerung von 47.450 Personen, bis zum Jahr 1900 stieg die Einwohnerzahl auf 62.447 Personen. Von der Bevölkerung hatten 1900 37.252 Rumänisch (59,6 %) als Umgangssprache angegeben, 11.549 Personen sprachen Deutsch (18,5 %), 11.269 Ruthenisch (18,0 %) und 1.870 eine andere Sprache (3,0 %). Der Gerichtsbezirk umfasste 1900 eine Fläche von 569,32 km² sowie 41 Gemeinden und 27 Gutsgebiete.
| Jahr | Ein- wohner | Deutsch- sprachige | Ruthenisch- sprachige | Rumänisch- sprachige | Anders- sprachige |
| ---- | ----------- | ------------------ | --------------------- | -------------------- | ----------------- |
| 1854 | 32.893      |                    |                       |                      |                   |
| 1869 | 47.450      |                    |                       |                      |                   |
| 1880 | 52.392      | 9.069              | 7.999                 | 32.945               | 1.713             |
| 1890 | 56.554      | 10.094             | 10.059                | 34.078               | 1.882             |
| 1900 | 62.447      | 11.549             | 11.269                | 37.252               | 1.870             |